# Konkatedra Niepokalanego Serca Najświętszej Maryi Panny w Sokołowie Podlaskim
Konkatedra Niepokalanego Serca NMP w Sokołowie Podlaskim – kościół zbudowany w latach 1948–1951.

## Historia
Pierwszy kościół ufundowano 12 maja 1415 z funduszy Mikołaja Sepieńskiego, doradcy Wielkiego Księcia Witolda. 3 października 1424 erygowano tu i uposażono parafię. Dokonał tego biskup włodzimierski Grzegorz. Do początku XIX wieku budowano na tym miejscu kolejne kościoły, wszystkie z drewna. Pierwsza murowana świątynia pod wezwaniem św. Michała Archanioła powstała w latach 1820-1826 z funduszy Karola Kobylińskiego i jego żony, Franciszki z Wojewódzkich. Obiekt przetrwał do nocy z 26 na 27 lipca 1944, kiedy to radzieckie lotnictwo zbombardowało Sokołów, niszcząc m.in. świątynię, wikarówkę i plebanię. 
Autorem projektu obecnego kościoła był architekt Andrzej Boni z Warszawy, który wzorował się na swoim wcześniejszym planie kościoła Najczystszego Serca Maryi na Placu Szembeka w Warszawie. Budowę rozpoczęto w 1948. Kościół został konsekrowany 25 października 1953 przez biskupa Ignacego Świrskiego. Wyposażanie obiektu i budowę wieży ukończono dopiero w 1983. 
W dniu 25 marca 1992 roku, na mocy bulli papieskiej, świątynia została podniesiona do godności konkatedry. W 1999 do elewacji tylnej dostawiono drewniany ołtarz polowy, stanowiący wcześniej część ołtarza papieskiego z Drohiczyna.

## Galeria

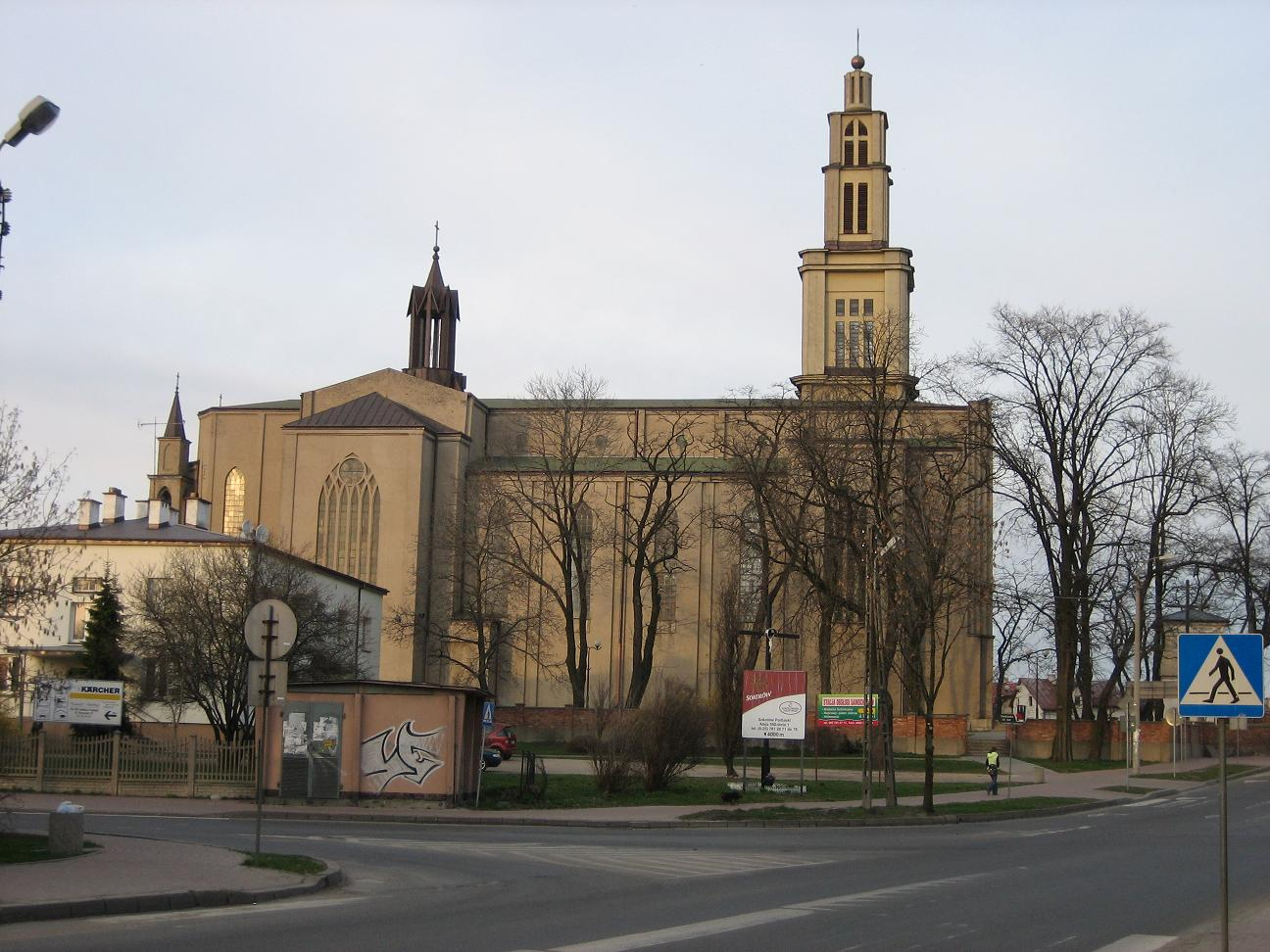
Elewacja boczna
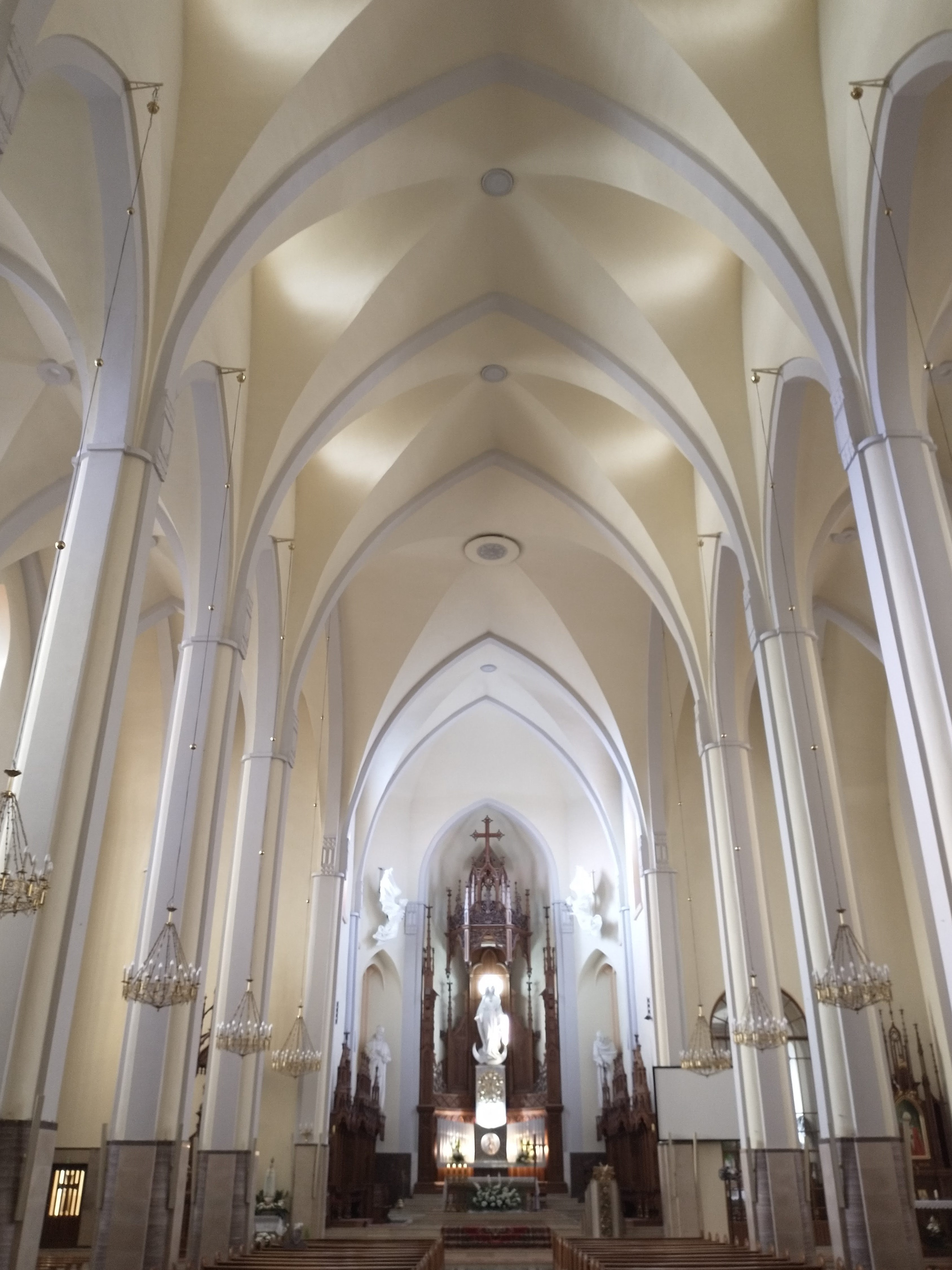
Wnętrze z ołtarzem
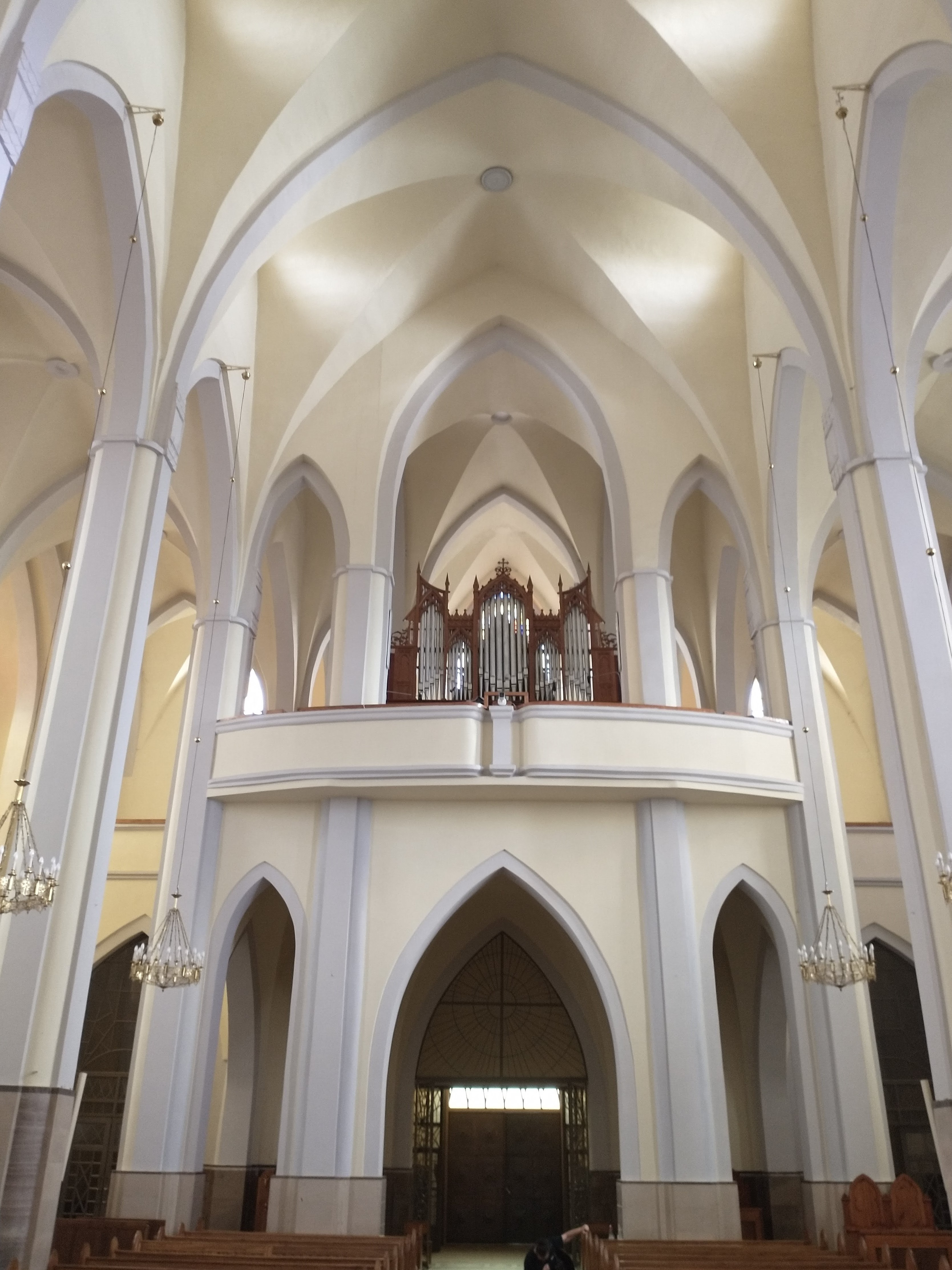
Chór